# Vítor Paneira
Vítor Manuel da Costa Araújo, conosciuto come Paneira (Vila Nova de Famalicão, 16 febbraio 1966), è un allenatore di calcio ed ex calciatore portoghese.

## Carriera
Giocò da titolare la finale di Coppa dei Campioni 1989-1990 persa contro il Milan 0-1.

## Palmarès
- Campionato portoghese: 3

Benfica: 1988-1989, 1990-1991, 1993-1994
- Coppa di Portogallo: 1

Benfica: 1992-1993